# Stefan Hansen
Stefan Hansen (født 18. maj 1989) er en dansk professionel fodboldspiller, der spiller for FC Roskilde. Han har tidligere spillet i Hvidovre IF og HB Køge. 

## Karriere
Stefan var 18 år, da han debuterede for Hvidovre.
Han skiftede den 1. september 2009 til den daværende superliga-klub HB Køge, efter at han havde spillet hele sin seniorkarriere i Hvidovre IF.
I 2012 skiftede han så tilbage igen til Hvidovre IF. 
Efter nedrykningen med Hvidovre IF i 2014 underskrev han en 2-årig kontrakt med FC Roskilde. Denne kontrakt blev i marts 2016 forlænget frem til sommeren 2018.